# Helmut Bieler-Wendt
Helmut Bieler-Wendt (* 1956 in Karlsruhe) ist Improvisationsmusiker, Komponist und Musikpädagoge.
Bieler-Wendt studierte an der Staatlichen Hochschule für Musik Karlsruhe die Fächer Violine, Klavier, Musiktheorie, Improvisation und Komposition bei Hans Börner, Günter Reinhold, Eugen Werner Velte, Peter-Michael Riehm und Wolfgang Rihm. Ferner absolvierte er Kurse bei Johannes Fritsch (Neue Musik und Improvisation), Michael Ranta (Improvisation und Asiatische Musik) sowie Peter Ausländer (Experimentelles Musiktheater, Tanz). 1987 legte er sein SMP-Examen in Klavier, 1988 seine Künstlerische Abschlussprüfung in Komposition bei Wolfgang Rihm ab. 
Er erhielt Förderstipendien der Stadt Karlsruhe und der Stadt Darmstadt, des 
Ministeriums für Wissenschaft und Kunst Baden-Württemberg sowie der Förderungsgemeinschaft der Deutschen Kunst.
Arbeitsstipendien führten ihn an die Akademie Schloss Solitude und an die Stiftung Bartels Fondation, Basel.
Seit 1976 arbeitet er als Pianist und Violinist mit starker Betonung der Bereiche Improvisation und Konzept-Komposition in sehr unterschiedlichen Formationen: 
- Moscow by Heart (Helmut Bieler-Wendt, Misha Feigin und Johannes Frisch)
- Home of the Beast (Helmut Bieler-Wendt, Johannes Frisch und Peter Hollinger)
- Klangkontakte (u. a. mit Mike Turnbull, Uli Sobotta und Rudolf Theilmann)
- D/F/TH + HBW (Helmut Dinkel, Johannes Frisch, Rudolf Theilmann und Helmut Bieler-Wendt)
- Ein Quartett
- The Blech (Hubl Greiner, Rupert Volz, Shirley Hofmann, Jens Volk und Helmut Bieler-Wendt)
- Albert-Einstein-Trio (Helmut Bieler-Wendt, Johannes Frisch, Rupert Volz)
- Uludag (Werner Cee, Peter Hollinger, Sabine Schäfer und Helmut Bieler-Wendt)
- Panta Rhei (Sabine Schäfer und Helmut Bieler-Wendt)
- Soh’ra (Hakim Ludin, Helmut Bieler-Wendt, Joachim Krebs, Peter Kuch, Wilfried 'Rimskij' Eichhorn)

Als Komponist zeigt Bieler-Wendt eine besondere Vorliebe für fächerübergreifende Konzepte und Musiktheater. Seit 1977 unterrichtet er in den Bereichen Musik, Improvisation und Musiktheater am Jugendhof Vlotho, 1979 bis 1989 an der Staatlichen Hochschule für Musik Karlsruhe. Ferner leitet er Kurse und Workshops für verschiedene Institutionen sowie an unterschiedlichen Schulen und Bildungseinrichtungen in Deutschland, Österreich, Korea, Mexiko und auf den Philippinen.
Seit Mitte der 80er Jahre arbeitet Helmut Bieler-Wendt an Tonbandmusik, Musique concrète, Hörstücken, Klanginstallationen und Multivisionen. Nach der Realisation erster Kompositionen beim ZKM Karlsruhe folgten zahlreiche Veröffentlichungen auf CDs, Videos und DVDs. Seit 1994 arbeitet er mit Gregor Skowronek im Bereich Filmmusik und Multimedia zusammen. 
Von 1998 bis 2016 war Helmut Bieler-Wendt Vorstandsmitglied des Instituts für Neue Musik und Musikerziehung in Darmstadt, seit 2004 dessen 1. Vorsitzender. 2005 bis 2010 war er musikpädagogischer Berater der dm-Initiative ZukunftsMusiker, seit 2006 dort auch Kuratoriumsmitglied. Von 2010 bis zu seinem Ruhestand im Jahr 2022 war Helmut Bieler-Wendt fest angestellter Bildungsreferent am LWL-Bildungszentrum Jugendhof Vlotho mit den Schwerpunkten Musikalische/Kulturelle Bildung, Generationenübergreifende Projekte und Internationale Jugendprojekte.
Seine Kompositionen wurden aufgeführt in Deutschland, Österreich, Kroatien, Italien, Spanien, Frankreich, Holland, Japan, Korea und Südamerika. Sie wurden zum überwiegenden Teil vom Rundfunk produziert (SDR, SWR, HR, SR, WDR). Bieler-Wendt unternahm Konzertreisen durch Deutschland, nach Ost- und Westeuropa, Südamerika, Kanada, Japan und Korea. Seit 1978 ist er auf zahlreichen LPs, CDs, Videos und DVDs zu hören und zu sehen. Seit 1995 leitet er das Label Musicirkus der Skowronek Audiovisuell.